# مارثا دياز
مارثا دياز (بالإنجليزية: Martha Diaz)‏ هي أكاديمية أمريكية، ولدت في 29 يوليو 1969.